# 2000-те
2000-те години са първото десетилетие на XXI век, обхващащо периода от 1 януари 2000 до 31 декември 2009 година.